# MAT-49
MAT-49은 1949년 프랑스에서 개발한 기관단총이다.